# Daniel Jerzy Woronicz
Daniel Jerzy Woronicz herbu Pawęża (zm. po 1681 roku) – skarbnik kijowski w latach 1640–1645, poseł na sejm w 1661, deputat do Trybunału fiskalnego. Wykupił majętność Nowopol (Polany Łoszelowskie) od Krzysztofa Hermana w 1630 roku. Sprzedał swoje udziały w majątku Rzyszczów i Chodorów Januszowi Tyszkiewiczowi.
Poseł sejmiku pińskiego na sejm 1661 roku.
Był wyznawcą prawosławia.